# Carvalhais (São Pedro do Sul)
Carvalhais é uma povoação portuguesa do Município de São Pedro do Sul que foi sede da extinta Freguesia de Carvalhais, freguesia que tinha 31,89 km² de área e 1 436 habitantes (2011), e, por isso, uma densidade populacional de 45 hab/km².
A Freguesia de Carvalhais foi extinta (agregada) pela reorganização administrativa de 2012/2013, tendo o seu território sido agregado ao da Freguesia de Candal criar a União das Freguesias de Carvalhais e Candal.

## População
| População da freguesia de Carvalhais | População da freguesia de Carvalhais | População da freguesia de Carvalhais | População da freguesia de Carvalhais | População da freguesia de Carvalhais | População da freguesia de Carvalhais | População da freguesia de Carvalhais | População da freguesia de Carvalhais | População da freguesia de Carvalhais | População da freguesia de Carvalhais | População da freguesia de Carvalhais | População da freguesia de Carvalhais | População da freguesia de Carvalhais | População da freguesia de Carvalhais | População da freguesia de Carvalhais |
| ------------------------------------ | ------------------------------------ | ------------------------------------ | ------------------------------------ | ------------------------------------ | ------------------------------------ | ------------------------------------ | ------------------------------------ | ------------------------------------ | ------------------------------------ | ------------------------------------ | ------------------------------------ | ------------------------------------ | ------------------------------------ | ------------------------------------ |
| 1864                                 | 1878                                 | 1890                                 | 1900                                 | 1911                                 | 1920                                 | 1930                                 | 1940                                 | 1950                                 | 1960                                 | 1970                                 | 1981                                 | 1991                                 | 2001                                 | 2011                                 |
| 2 055                                | 2 132                                | 1 888                                | 1 858                                | 1 988                                | 1 916                                | 1 856                                | 1 969                                | 2 016                                | 1 986                                | 1 537                                | 1 666                                | 1 685                                | 1 762                                | 1 436                                |

| Distribuição da População por Grupos Etários | Distribuição da População por Grupos Etários | Distribuição da População por Grupos Etários | Distribuição da População por Grupos Etários | Distribuição da População por Grupos Etários | Distribuição da População por Grupos Etários | Distribuição da População por Grupos Etários | Distribuição da População por Grupos Etários | Distribuição da População por Grupos Etários | Distribuição da População por Grupos Etários |
| -------------------------------------------- | -------------------------------------------- | -------------------------------------------- | -------------------------------------------- | -------------------------------------------- | -------------------------------------------- | -------------------------------------------- | -------------------------------------------- | -------------------------------------------- | -------------------------------------------- |
| Ano                                          | 0-14 Anos                                    | 15-24 Anos                                   | 25-64 Anos                                   | > 65 Anos                                    |                                              | 0-14 Anos                                    | 15-24 Anos                                   | 25-64 Anos                                   | > 65 Anos                                    |
| 2001                                         | 272                                          | 272                                          | 869                                          | 349                                          |                                              | 15,4%                                        | 15,4%                                        | 49,3%                                        | 19,8%                                        |
| 2011                                         | 198                                          | 157                                          | 719                                          | 362                                          |                                              | 13,8%                                        | 10,9%                                        | 50,1%                                        | 25,2%                                        |

Média do País no censo de 2001:  0/14 Anos-16,0%; 15/24 Anos-14,3%; 25/64 Anos-53,4%; 65 e mais Anos-16,4%
Média do País no censo de 2011:   0/14 Anos-14,9%; 15/24 Anos-10,9%; 25/64 Anos-55,2%; 65 e mais Anos-19,0%

## Lugares
- Abados
- Anta
- Corte
- Arada
- Bairro Novo
- Barbas
- Bouças
- Cachamuço
- Casal da Renda
- Favarrel
- Favarrelino
- Germinade
- Roçadas
- Mourel
- Mota
- Outeiro
- Paço Mourel
- Passos
- Pisão
- Ponte Nova
- Prendedores
- Regadinha
- Reguengo
- Ribas
- Sá
- Santa
- Torre

## Património
- Castro da Cárcoda[3]
- Bioparque - Parque Florestal do Pisão[3]
- Museu Rural de Carvalhais
- Igreja Matriz de Carvalhais[3]
- Capela de Nº Senhor dos Passos[3]
- Capela N.ª Sr.ª das Chãs - Sá[3]
- Capela N.ª Sr.ª do Resgate - Roçadas
- Capela N.ª Sr.ª da Conceição - Favarrel
- Capela N.ª Sr.ª de Fátima - Ribas[3]